# Campeonato Regional Sur 1917-18
El Campeonato Regional Sur 1917-18 fue la tercera edición del campeonato del mismo nombre disputado en Sevilla, entre el 28 de octubre de 1917 y el 12 de mayo de 1918. Organizado por la Federación Regional Sur, el Real Club Recreativo de Huelva fue el campeón tras derrotar al Sevilla Foot-Ball Club, revirtiendo la edición del año anterior. Fue el primer título para el cuadro onubense, que fue proclamado campeón de Andalucía, Extremadura y Canarias.

## Desarrollo

### Participantes
Fue disputado por seis clubes: cuatro de la provincia de Sevilla, uno de la provincia de Huelva, y uno de Cádiz.
En su tercera edición hubo un nuevo cambio, esta vez en el formato, pasando a ser las eliminatorias previas y la fase final disputadas bajo un sistema de liga, con doble partido entre todos los contendientes bajo un baremo de puntos.
| Equipos participantes | Equipos participantes | Equipos participantes      |
| --------------------- | --------------------- | -------------------------- |
| Sevilla F. C.         | Real Betis Balompié   | Español F. C.              |
| Español F. C.         | Andalucía Recreativo  | R. C. Recreativo de Huelva |

## Eliminatorias previas
Si bien el formato cambió, igual que en ediciones anteriores hubo de esclarecerse el contendiente final por Sevilla y dichos clubes disputaron una eliminatoria previa. Cádiz y Huelva, al tener un único representante, acceden directamente a las semifinales.

### Sevilla
|    |  | Equipo                 | PJ | G | E | P | GF | GC | Pts | Notas                       |
| -- |  | ---------------------- | -- | - | - | - | -- | -- | --- | --------------------------- |
| 1. |  | Sevilla Foot-Ball Club | 6  | 5 | 0 | 1 | 29 | 7  | 10  | Clasificado a la fase final |
| 2. |  | Real Betis Balompié    | 6  | 5 | 0 | 1 | 32 | 5  | 10  |                             |
| 3. |  | Español Foot-Ball Club | 6  | 1 | 1 | 4 | 3  | 23 | 3   |                             |
| 4. |  | Andalucía Recreativo   | 6  | 0 | 1 | 5 | 3  | 32 | 1   |                             |

|     | SEV  | BET | ESP | AND |
| --- | ---- | --- | --- | --- |
| SEV |      | 3-2 | 4-1 | 6-0 |
| BET | 3-1  |     | 8-0 | 5-1 |
| ESP | 0-5  | 0-5 |     | 1-1 |
| AND | 1-10 | 0-9 | 0-1 |     |

|                        |
| Sevilla Foot-Ball Club |

## Fase final
|    |  | Equipo                     | PJ | G | E | P | GF | GC | Pts | Notas                                                     |
| -- |  | -------------------------- | -- | - | - | - | -- | -- | --- | --------------------------------------------------------- |
| 1. |  | R. C. Recreativo de Huelva | 4  | 3 | 1 | 0 | 11 | 4  | 7   | Campeón de Andalucía. Clasificado al Campeonato de España |
| 2. |  | Sevilla Foot-Ball Club     | 4  | 2 | 1 | 1 | 2  | 3  | 5   |                                                           |
| 3. |  | Español Foot-Ball Club     | 4  | 0 | 0 | 4 | 3  | 9  | 0   |                                                           |

|     | REC | SEV | ESP |
| --- | --- | --- | --- |
| REC |     | 2-0 | 4-0 |
| SEV | 1-1 |     | 1-0 |
| ESP | 3-4 | —   |     |

|                                                |
|                                                |
| Campeón R. C. Recreativo de Huelva 1.er título |